# Državna cesta D543
D543 je državna cesta u Hrvatskoj. Ukupna duljina iznosi 2,26 km.

## Naselja
- Klinča Sela
- Donja Zdenčina